# Plan nodal

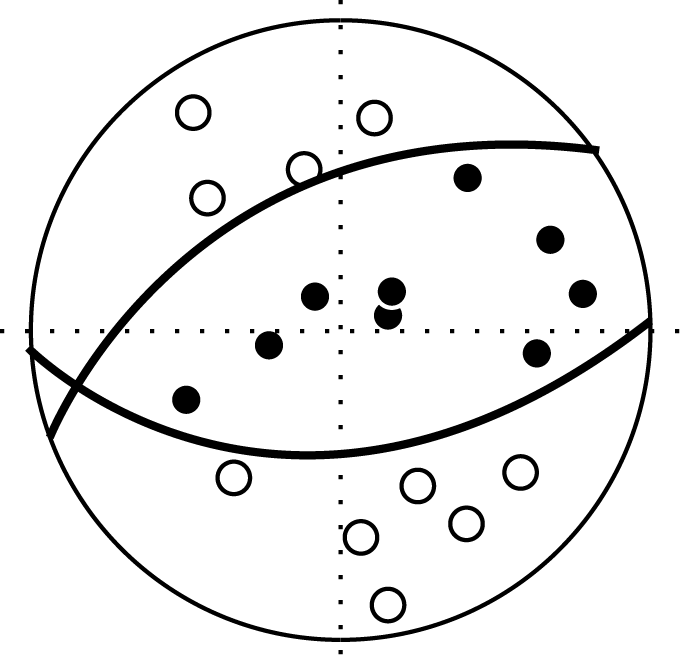
Mécanisme au foyer fictif montrant les deux plans nodaux (en noir). Représentation stéréographique hémisphérique. La faille ayant provoqué le séisme peut être l'un de ces deux plans

En sismologie, le plan nodal est le plan théorique qui sépare les arrivées d'onde sismique en compression des arrivées d'onde sismique en extension (en fonction de la localisation des différentes stations sismiques). Les plans nodaux sont perpendiculaire entre eux, et perpendiculaires au vecteur-glissement sur la faille. L'un des plans nodaux a une signification physique et géologique, c'est le plan de faille. L'autre plan nodal n'a qu'une existence théorique. 
 Il est impossible, sans étude géologique (faille ou contexte tectonique connu, ou rupture de surface) de faire la distinction entre le plan de faille et l'autre plan nodal.
 La position des plans nodaux dans l'espace donne le mécanisme au foyer du séisme.